# Stephan László
Stephan László (amtlich bis 1921 István László) (* 25. Februar 1913 in Preßburg, Österreich-Ungarn; † 8. März 1995 in Eisenstadt) war katholischer Bischof der Diözese Eisenstadt.

## Leben
Stephan (István) László kam als Sohn eines ungarischen Vaters und einer kroatischen Mutter, die als Volksschullehrerin tätig war, in den letzten Jahren der multikulturellen Donaumonarchie zur Welt. Seinen Vater verlor er infolge des Ersten Weltkrieges. Nach dem Zerfall der Doppelmonarchie entschloss sich seine Mutter, mit ihrem Sohn in ihre Heimatgemeinde Trausdorf zurückzukehren, und damit die österreichische Staatsbürgerschaft als Einwohner des neugegründeten Burgenlandes aufzunehmen. Der junge Stephan/István wuchs dreisprachig auf.
Er besuchte das Gymnasium in Eisenstadt, dann das Gymnasium Fichtnergasse in Wien-Hietzing, bevor er in das Knabenseminar Hollabrunn eintrat und am 22. Juni 1931 die Reifeprüfung am Bundesgymnasium Hollabrunn ablegte. Nach dem Eintritt in das Wiener Priesterseminar und dem Theologiestudium an der Universität Wien wechselte er 1933 an das neuerrichtete Burgenländische Priesterseminar und wurde am 19. Juli 1936 zum
Priester geweiht. Er war 1936 bis 1937 Kooperator in Schandorf (Burgenland) und wurde 1937 in Wien zum Dr. theol. promoviert. Danach studierte er 1937 bis 1939 kanonisches Recht in Rom. Während seiner Zeit in Rom war er Kaplan am Kolleg Santa Maria dell’Anima.
Von 1939 bis 1948 war er Sekretär an der Apostolischen Administratur des Burgenlandes und wurde dort am 5. Dezember 1949 Kanzleidirektor. Am 30. Jänner 1954 wurde er als Nachfolger von Joseph Schoiswohl zum Apostolischer Administrator des Burgenlandes bestellt. Am 20. September 1956 wurde er zum Titularbischof von Metellopolis ernannt und erhielt am 11. November 1956 in Eisenstadt die Bischofsweihe. Am 14. Oktober 1960 wurde er zum Bischof der neuerrichteten Diözese Eisenstadt ernannt.
Anlässlich seines 40-jährigen Bischofsjubiläums im Jahr 1996 referierten Joseph Ratzinger und Paul Zulehner bei einer Festveranstaltung.
Am 28. Dezember 1992 wurde sein Rücktrittsgesuch angenommen. Er leitete bis zur Einführung seines Nachfolgers Paul Iby am 24. Jänner 1993 die Diözese als Apostolischer Administrator.
Er ist in der Krypta des Domes in Eisenstadt beigesetzt.

## Ehrungen
Stephan László war seit 1956 Ehrenmitglied der katholischen Studentenverbindung K.a.V. Austro-Peisonia im ÖCV und seit 1992 Ehrenmitglied der K.Ö.L. Leopoldina Wien.
Die Katholisch-Theologische Fakultät Zagreb verlieh 1989 László die Ehrendoktorwürde Dr. theol. h. c.
In Trausdorf wurde der Doktor-Doktor-Stefan-Laszlo-Platz ⊙, in Mattersburg die DDr. Stefan Laszlo-Gasse und in Eisenstadt die Bischof Stefan Laszlo-Straße ⊙ nach ihm benannt. Außerdem wird der Stephan László-Preis ausgelobt.